# 霍华德·巴菲特
霍华德·霍曼·巴菲特（英語：Howard Homan Buffett，1903年8月13日—1964年4月30日）是一名美国政治家、商人，曾任内布拉斯加州的美国众议员，他是沃伦·巴菲特之父。

## 早年
他出生于美国内布拉斯加州奥马哈的英格兰裔家庭，父亲欧内斯特经营着一家杂货店。他1925年自内布拉斯加大学林肯分校毕业，1925年12月27日和利拉·斯特尔（Leila Stahl）结婚。他没有继承家业，而是自己开了一家证券经纪公司。

## 职业生涯
除去商业外，1939年至1942年间他也曾在奥马哈的教育局任职。1942年，他竞选内布拉斯加州的美国众议员。当时人们并不看好他，但他却出人意料地赢得了选举。他在1948年再度竞选，不幸败选，但旋即又在1950年当选。1952年，他放弃连选，回家乡创办公司Buffett-Falk & Co.。此外，他在1952年还担任过参议员罗伯特·A·塔夫脱竞选总统时的竞选助理。

## 作品

### 書目
- Buffett, Howard Homan. Human Freedom Rests on Gold Redeemable Money （页面存档备份，存于）, Financial Chronicle 5/6/48
- Buffett, Howard Homan. The Evil Men in the Kremlin Must Be Chortling as Militarism Runs Wild in America. Washington, U.S. Government Printing Office, 1952.[5]